# Marca (tango argentyńskie)
Marca - termin tanga argentyńskiego oznaczający zaproszenie, wskazanie, lub sugestię następnego kroku.
La marca może być dana za pomocą sygnału klatki piersiowej lub objęcia.